# Glen Hansard

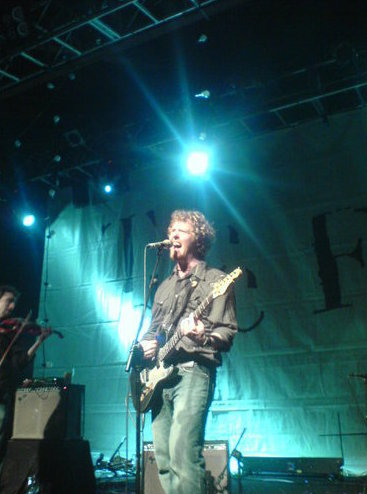
Glen Hansard, show ao vivo em Dublin, 31 de dezembro de 2006

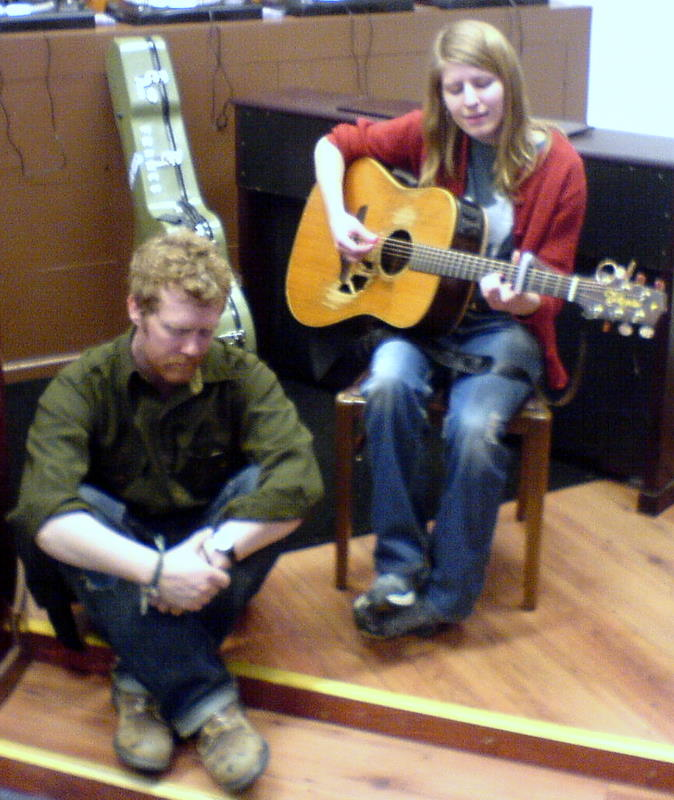
Hansard e Irglová durante um show em Derry, Irlanda, em abril de 2006

Glen James Hansard (Dublin, 21 de abril de 1970) é um músico, compositor e ator irlandês. É vocalista e guitarrista da banda de rock irlandesa The Frames e integrava a dupla The Swell Season com Markéta Irglová, com quem estrelou o premiado filme Once em 2006. Também é conhecido por atuar no filme The Commitments - Loucos pela Fama, de 1991.

## Carreira
Nascido em 21 de abril de 1970, Glen Hansard deixou a escola aos 13 anos de idade e passou a tocar nas ruas de Dublin. Deu início em sua carreira em 1990 ao fundar a banda de rock The Frames e, um ano depois, teve seu primeiro papel como ator ao interpretar o guitarrista Outspan Foster no filme The Commitments.
Com os Frames, Hansard lançou seis álbuns de estúdio e três deles entraram no top 10 das paradas irlandesas. A banda permanece ativa em shows há mais de três décadas, porém não produz material inédito desde 2006. Em 22 de abril daquele ano, Hansard lançou seu primeiro trabalho sem os Frames, o álbum de estreia autointitulado da dupla The Swell Season com a cantora e multi-instrumentista checa Markéta Irglová. Além deles, o disco conta com a finlandesa Marja Tuhkanen no violino e na viola e com o francês Bertrand Galen no violoncelo. 
Também em 2006, Glen também gravou o filme Once (lançado no Brasil sob o título Apenas uma vez), no qual interpreta um músico de rua e Markéta uma imigrante vendedora ambulante. O filme foi lançado em 2007 e a canção "Falling Slowly", composta por ambos, ganhou o Oscar de Melhor Canção Original em fevereiro de 2008. Hansard e Irglová mantiveram um relacionamento de dois anos e lançaram mais dois álbuns como The Swell Season. Em 2011 foi lançado um documentário homônimo sobre a dupla e atualmente ainda trabalham juntos.
Em 2012, Hansard iniciou sua carreira solo com o álbum Rhythm and Repose, cujo single "The Gift" foi incluído na trilha sonora do filme A Estranha Vida de Timothy Green. Desde então lançou mais quatro discos, o último deles sendo All That Was West Is East of Me Now, em outubro de 2023. Seu álbum de 2015, Didn't He Ramble, foi indicado a Melhor Álbum Folk no Grammy Awards. Hansard considera Leonard Cohen, Van Morrison e Bob Dylan como sua "santíssima trindade" de influências, em especial Dylan.

## Álbuns de estúdio

### Solo
- Rythm and Repose (2012)
- Didn't He Ramble (2015)
- Between Two Shores (2018)
- This Wild Willing (2019)
- All That Was West Is East of Me Now (2023)

### The Frames
- Another Love Song (1991)
- Fitzcarraldo (1995)
- Dance the Devil (1999)
- For the Birds (2001)
- Burn the Maps (2004)
- The Cost (2006)

### The Swell Season
- The Swell Season (2006)
- Once: Music for the Motion Picture (2007)
- Strict Joy (2009)

## Filmografia
- The Commitments (1991)
- Once (2006)
- Austin City Limits (2008)
- Ballymun Lullaby (2011, documentário)
- The Swell Season (2011, documentário)
- Play (2011)

## Prêmios e Indicações

### Indicações
- Grammy Award 2008 (50. Anual Grammy Awards) Melhor Canção, Falling Slowly, de Once.
- Grammy Award 2015 (58. Anual Grammy Awards) Melhor Álbum Folk, Didn't He Ramble.

### Prêmios
- Academy Award 2008 (Oscar 2008) Melhor canção, Falling Slowly, de Once[6].